# IBM PC Convertible
El IBM PC Convertible (IBM PC 5140 o també conegut com a IBM Convertible) va ser el primer ordinador portàtil d'IBM, presentat el 3 d'abril de 1986. Destaca per ser el primer veritable ordinador portàtil, car tenia capacitat per administrar el seu consum energètic i l'ús de bateries. També va ser el primer en emprar unitats de disquet de 3,5".
Substitueix al IBM Portable i el seu preu era de 1.995 dòlars.

## Informació general
Amb un processador Intel 80c88, que no era res més que una versió CMOS del Intel 8088 a 4,77 Mhz, el portàtil d'IBM tenia un port d'expansió ISA propietari, que permetia connectar una impressora i una sortida de vídeo; s'hi podia afegir un mòdem intern, però no hi havia prou espai per posar-hi un disc dur.
Si pressionaves el botó d'apagar/encendre la màquina no s'apagava, sinó que la posava en mode de suspensió; aquesta funció permetia estalviar-se els llargs processos d'inici.
El disseny del portàtil era de tipus "clam shell" (el primer que IBM fabricava) i oferia la tecnologia Surface Mounted Devices (SMD), una opció pionera en un equip com aquest.

### Especificacions
- Pes: 5,5 kg.
- Processador: Intel 80C88 a 4,77 Mhz.
- memòria d'accés aleatori: 256 kb (ampliables a 512 kb).
- Pantalla LCD de 640x200 (gràfics) i 80x25 (text)
- 2 unitats de disquet de 3,5" i 720 kb.
- Un port d'expansió.
- Impressora tèrmica, port de sèrie i paral·lel i adaptador per a monitor CRT.
- Sistema operatiu PC-DOS 3.2 i BASIC.

### Crítica
Tot i les innovacions que presentava aquest ordinador, malauradament no va tenir gaire èxit, ja que els seus competidors ja oferien equips amb processador Intel 286 i amb possibilitat d'instal·lació d'un disc dur com opció.
Deixant de banda que pesava força, no incloïa ports d'expansió que el PC tenia, com el port sèrie o el port paral·lel, una pantalla LCD de difícil lectura (no tenia llum posterior), i ordinadors d'empreses con Zenith i Toshiba que oferien un pes inferior, similars prestacions i algunes vegades a meitat de preu.
Va ser substituït al 1991 pel IBM PS/2 L40 SX i al Japó pel IBM Personal System/55note, aquest últim seria el predecessor dels ThinkPad.